# آدلینو (بازیکن فوتبال، زاده ۱۹۹۴)
آدلینو (انگلیسی: Adelino؛ زادهٔ ۶ ژوئیهٔ ۱۹۹۴) بازیکن فوتبال اهل برزیل است.
از باشگاه‌هایی که در آن بازی کرده‌است می‌توان به باشگاه ورزشی پورتیموننزه و باشگاه فوتبال سائو پائولو اشاره کرد.